# FK Lokomotiv Moskva
 FK Lokomotiv Moskva (ruski: Футбольный клуб «Локомотив» Москва) je nogometni klub iz Moskve. Osnovan je 1923. godine, a domaće utakmice igra na stadionu RZD Arena.

## Povijest
Lokomotiv je izvorno osnovan kao klub Oktobarske revolucije 12. kolovoza 1923. godine. Godine 1931. klub je preimenovan u Kazanka s vremenom je preimenovan u današnje ime Lokomotiv. Tijekom komunističke vladavine Lokomotiv Moskva je bio dio Lokomotiva dobrovoljnog sportskog društva i bio je u vlasništvu sovjetskog Ministarstva prometa. Predsjednik kluba je Ilja Herkus.

## Uspjesi

### Prvenstva
- Rusko prvenstvo: 2002., 2004., 2018.
- Sovjetsko prvenstvo – 2. rang: 1947., 1964., 1974.

### Kupovi
- Ruski kup: 1996., 1997., 2000., 2001., 2007., 2015., 2017., 2019.
- Sovjetski kup: 1936., 1957.
- Ruski superkup: 2003., 2005., 2019.

### Međunarodni
- Kup Zajednice nezavisnih država: 2005.

## Vanjske poveznice
- (rus.) Službena stranica
- (engl.) Službena stranica